# Søråsen
Søråsen is een brede met sneeuw bedekte bergkam aan de kust van Koningin Maudland in Antarctica. Het gebergte scheidt het Quar-ijsplateau van het Ekström-ijsplateau.
Het gebergte werd voor het eerst in kaart gebracht door de Noors-Brits-Zweedse Antarctische expeditie (1949-1952). De Noorse naam betekent letterlijk de  "zuidelijke bergkam".